# North American Boxing Organization

Logo officiel de la NABO

La North American Boxing Organization (NABO) est une fédération de boxe anglaise d'Amérique du Nord affiliée à la WBO.